# Albert Knoll (Theologe)
Albert Knoll (Pseudonyme: Albertus a Bulsano und Albert von Bozen; * 12. Juli 1796 in Bruneck als Joseph Knoll; † 30. März 1863 in Bozen) war ein Südtiroler Kapuziner.

## Leben
Knoll war Sohn des wohlhabenden Bozener Geschäftsmannes Josef Valentin Knoll. Entgegen den Plänen seines Vaters widmete er sich dem Studium der Theologie und wurde 1818 in Trient zum Priester geweiht. Am 22. November 1818 trat er in den Kapuzinerorden ein. Er wurde Prediger und Seelsorger sowie Lektor für Dogmatik am Kapuzinerkloster Meran. Ab 1820 lehrte er im Orden Philosophie und nahm das Studium an der Universität Innsbruck auf. Nach seinem Abschluss 1823 war er Universitätslektor für Dogmatik und bis 1847 Lektor in Meran.
Knoll wurde 1847 Generalkustos der nordtirolischen Ordensprovinz und als solcher zum Ordenskapitel nach Rom entsandt und dort zum Generaldefinitor des Ordens gewählt. In Rom verblieb er bis 1853. Anschließend ging er als Prediger und Seelsorger nach Bozen, wo er seine schriftstellerische Tätigkeit intensivierte und bis zu seinem Tod verblieb.

## Werke (Auswahl)
- Institutiones theologiae dogmaticae generalis seu fundamentalis, Rauch, Innsbruck 1852.
- Institutiones theologiae theoreticae seu dogmatico-polemicae, 6 Bänden, Marietti, Turin 1853–1859.
- Institutiones theologiae generalis seu fundamentalis, conscriptae a Rmo P. Alberto a Bulsano, Ord. Min. S. Franc. Capuccinorum definitorum generali, Turin 1861.
- Fr. Alberti Knoll a Bulsano ordinis capuccinorum, institutiones theologiae theoreticae, seu dogmaticae-polemicae ab auctore in commpendium redactae, 2 Bände, Favale, Turin 1863.
- Institutiones theologiae dogmaticae specialis, Rmi P. Alberti a Bulsano, recognitae, ex parte correctae, et meliori dispositicone adornatae, a P. Gottfried a Graun, ord. cap. prov. Tyr. septentr. S. theol. lectore, 3 Bände, Innsbruck 1893–1896.